# زندگی زیباست (فیلم ۱۹۹۷)
زندگی زیباست (به ایتالیایی: La vita è bella) فیلمی ایتالیایی به کارگردانی روبرتو بنینی است. این فیلم یکی از برترین آثار کمدی جهان محسوب می‌شود؛ هرچند که فقط نیمه اول فیلم حالت کمدی دارد. در واقع فیلم از آن دسته ایست که به دو قسمت کاملاً متفاوت تقسیم می‌شوند. نیمهٔ اول این فیلم دربارهٔ گوییدو یک یهودی است که تازه به شهر آمده درگیر ماجرای عاشقانه می‌شود. نیمهٔ دوم فیلم به مسئلهٔ یهودی‌ستیزی در زمان جنگ جهانی دوم می‌پردازد.
زندگی زیباست جایزهٔ اسکار بهترین فیلم غیر انگلیسی‌زبان، اسکار بهترین موسیقی متن و همچنین اسکار بهترین بازیگر مرد (روبرتو بنینی) را در سال ۱۹۹۸ کسب کرد.
این فیلم رقیب فیلم بچه‌های آسمان در قسمت جایزه اسکار بهترین فیلم غیر انگلیسی زبان بود که در نهایت فیلم Life Is Beautiful برنده جایزه اسکار شد

## داستان
داستان فیلم حول محور گوییدو مردی یهودی می‌گردد که در طی جریان عاشقانه ای با زنی مسیحی ازدواج می‌کند. در ابتدای داستان اشاراتی کوچک به یهودی‌ستیزی در دوران جنگ جهانی دوم می‌شود.
با این حال، در نیمه دوم فیلم، بینندگان بیش از پیش با نگرانی‌ها و سختی‌های یهودیان آشنا می‌شوند. پس از چندی گوییدو و پسر خردسالش به اردوگاه‌های کار اجباری مخصوص یهودیان (که در دوران جنگ به وجود آمدند) روانه می‌شوند.
داستان به شیوه ای احساسی به چگونگی عشق پدر به فرزندش می‌پردازد و تلاش شایستهٔ ستایش گوییدو برای دور نگه داشتن پسرش از ناراحتی‌های روانی و جسمی دوران جنگ.
در اردوگاه، گیدو داستان مفصلی برای آرامش و محافظت از پسرش می‌سازد. او توضیح می‌دهد که همه اینها یک بازی پیچیده‌است. اولین نفری که ۱۰۰۰ امتیاز بگیرد، یک تانک برنده خواهد شد - نه یک تانک اسباب‌بازی، بلکه یک تانک واقعی، که جاشوا می‌تواند با آن در سراسر شهر رانندگی کند. گیدو به عنوان مترجم یک آلمانی عمل می‌کند که به زندانیان دستور می‌دهد و آزادانه آنها را به ایتالیایی ترجمه می‌کند تا ترس پسرش را آرام کند. و او به معنای واقعی کلمه کودک را از نگهبانان کمپ پنهان می‌کند، با قوانین بازی که پسر را روی یک سکوی خواب بلند خمیده و کاملاً بی‌حرکت می‌ماند.

## نقد
کارگردان فیلم بنینی به راجر ایبرت منتقد مشهور فیلم گفته‌است که «این فیلم مخالفت شدید جناح راست ایتالیا را برانگیخته است. از طرف دیگر در فستیوال کن نیز برخی از منتقدان چپ را به علت استفاده از طنز در ارتباط با هولوکاست آزرده خاطر کرده‌است.» آنچه ممکن است برای هر دو جناح توهین‌آمیز باشد، کنار زدن سیاست به نفع نبوغ ساده انسانی است. بنینی واقعاً از هولوکاست کمدی نمی‌سازد. او نشان می‌دهد که چگونه گوییدو از تنها موهبتی که دارد برای محافظت از پسرش استفاده می‌کند. اگر تفنگ داشت به سمت فاشیست‌ها شلیک می‌کرد. اگر لشکری داشت آنها را نابود می‌کرد. گوییدو یک دلقک است و کمدی سلاح اوست. فیلم در واقع هولوکاست را کمی ملایم می‌کند تا طنز را اصلاً ممکن کند. در اردوگاه‌های مرگ واقعی هیچ نقشی برای گوییدو وجود نخواهد داشت. اما «زندگی زیباست» دربارهٔ نازی‌ها و فاشیست‌ها نیست، بلکه دربارهٔ روح انسان است. این فیلم در مورد نجات هر چیز خوب و امیدوارکننده از خرابه رویاهاست. در مورد اعتقاد یا این توهم ضروری انسانی است که همه چیز برای فرزندان ما بهتر از آنچه در حال حاضر هست خواهد بود.